# Сиськов, Владимир Иванович
Владимир Иванович Сиськов (5 сентября 1935, пос. Шатурторф, Московская область — 20 декабря 1997, Москва) — советский и российский ученый, доктор экономических наук, профессор, занимавшийся вопросами экономической теории, качества продукции, статистики, стандартизации, теории ценности.

## Биография
Окончив школу с золотой медалью в 1953 году, поступил на экономический факультет МГУ имени М. В. Ломоносова. По завершении обучения направлен заведующим статистической лабораторией на Московский завод режущих инструментов имени М. И. Калинина («Фрезер»). На основе собранного практического материала в 1960 году опубликовал свою первую статью, посвященную статистическому измерению качества продукции, в журнале «Стандартизация». В 1962 году перешел во Всесоюзный научно-исследовательский инструментальный институт «ВНИИИНСТРУМЕНТ», где руководил бюро по применению математических методов в экономических исследованиях и готовил кандидатскую диссертацию.
С 1963 года работает в НИИ ЦСУ СССР (Центральное статистическое управление СССР), где в должности заместителя директора занимается вопросами применения математической статистики для изучения качества продукции. В 1966 году выходит его монография «Статистическое измерение качества продукции».
В 1969 году защитил докторскую диссертацию, а через год получил звание профессора. В том же году совместно с коллегами и единомышленниками академиком Д. С. Львовым и профессором В. И. Седовым выпускает фундаментальную работу «Стандарт и качество: Экономический аспект проблемы», а в 1971 году издает монографию «Экономико-статистическое исследование качества продукции», которая позже выходит в Европе на нескольких языках. С 1983 года он курирует вопросы экономико-статистического анализа качества продукции и фундаментальных исследований основ стандартизации и качества во Всесоюзном НИИ стандартизации (ВНИИС).
В 1992 году перешел на работу в Российский государственный социальный университет (РГСУ) на должность заведующего кафедрой статистики и заместителя декана социально-экономического факультета. В том же году под его редакцией выходит первая часть монографии «Система экономического обеспечения качества продукции. Трудовая теория потребительной стоимости» (Книга 1 и 2), а в 1993 году — ее вторая часть (книга 3 и 4). Год спустя назначен на должность заместителя директора Института экономики РГСУ по научной работе.
Владимир Иванович являлся членом специализированных советов по присуждению ученых степеней в НИИ ЦСУ СССР, научно-методологического совета ЦСУ СССР, Академии общественных наук, Высшей Аттестационной Комиссии СССР (ВАК), научного совета НИИ ЦСУ СССР, научного совета академии наук СССР по экономическим проблемам научно-технического прогресса. Одновременно он работал профессором в Московском институте народного хозяйства им. Г. В. Плеханова, Московском электротехническом институте связи, Академии общественных наук, являлся членом редакционной коллегии ряда периодических изданий, много лет являлся действительным членом Академии проблем качества, возглавлял правление Сокольнической районной организации общество «Знание», выдвигался в члены Академии Наук СССР.
Помимо изучения вопросов статистики и качества продукции, Владимир Иванович вместе с коллегами заложил основы синтеза трудовой теории потребительной ценности и трудовой теории стоимости, вошедшего в экономическую литературу под названием трудовой теории ценности. Ученые-последователи Владимира Ивановича продолжают работу над данной проблематикой в РГСУ, СПбГУ, МГТУ им. Баумана, Московском Государственном индустриальном университете, Саратовской государственной экономической академии, Ростовской государственной экономической академии, Уфимском государственном университете экономики и сервиса, Тбилисском государственном университете и других ВУЗах России и постсоветского пространства.
Ушел из жизни 20 декабря 1997 года, похоронен на Алексеевском кладбище в Москве. Его научное наследие насчитывает сотни работ, а изложенные в них мысли продолжают оказывать влияние на развитие российской науки.